# Área metropolitana del Valle de Aburrá
El Área metropolitana del Valle de Aburrá es la segunda aglomeración urbana de Colombia. Es una entidad político administrativa que reúne a diez municipios de la subregión del Valle de Aburrá del departamento de Antioquia. Su municipio principal es Medellín (capital del departamento), segunda ciudad del país tanto en importancia económica como por el número de habitantes. Los otros municipios que la integran son (de sur a norte): Caldas, La Estrella, Sabaneta, Itagüí, Envigado, Bello, Copacabana, Girardota y Barbosa.
El Área metropolitana se asienta en el Valle de Aburrá a una altitud promedio de 1538 m s. n. m.; está atravesada de sur a norte por el río Medellín, que nace en el Alto de San Miguel, ubicado en zona rural del municipio de Caldas al sur y va más allá del municipio de Barbosa, en el norte, donde confluye con el río Grande para conformar el río Porce. La mancha urbana es alargada de sur a norte, no es muy ancha excepto en la zona central, dándole a la zona una alta densidad poblacional. 
La población del Valle de Aburrá ascendía a 3.312.165 habitantes en 2005 según el último censo nacional realizado por el DANE, incrementando a 4.055.296 en 2020, lo cual la convierte en la segunda área metropolitana más poblada de Colombia, después del Área metropolitana de Bogotá.

## Historia
Fue la primera área metropolitana creada en Colombia en 1980. La población total urbana y rural de la zona metropolitana es de 3.931.447 habitantes (2018).
La creación del Área Metropolitana del Valle de Aburrá obedece al ánimo de integración económica, y proyección y planeación para el desarrollo de los municipios que ocupan el Valle de Aburrá. El crecimiento urbano de la ciudad de Medellín y su desarrollo industrial a partir de la década de los 30, crearon un fenómeno de conurbación, de manera que los límites entre los municipios del Valle de Aburrá se confunden físicamente en la actualidad. De esta manera el Área Metropolitana del Valle de Aburrá puede ser considerada un solo complejo urbanístico, una sola ciudad.

### Principal eje urbano
El principal eje urbano del Área Metropolitana del Valle de Aburrá se encuentra al centro del valle y está conformado por los tres municipios más grandes por número de habitantes: Medellín, Bello e Itagüí.
Medellín, como capital del departamento de Antioquia y principal centro económico, experimentó un rápido crecimiento urbano que pronto integró a muchos de sus sectores rurales y corregimientos (Robledo, La América, La Floresta, Guayabal, Belén y El Poblado). Paulatinamente, y ante el fenómeno de industrialización, la clase media y alta de la ciudad tendieron a ubicarse en las zonas sur de la ciudad. Los otros dos municipios, uno al norte, Bello, y el otro al suroccidente de Medellín, Itagüí, se convirtieron en las principales receptoras de una población en general obrera, a la que se le debe muy en parte el desarrollo económico del área metropolitana.

### Ejes urbanos alternos
Siete municipios del Valle de Aburrá, cuatro al sur y tres al norte, corresponden a ejes urbanos alternos con un crecimiento urbanístico menor, pero vitales para el desarrollo económico y social de toda el Área Metropolitana. Estos siete municipios están distribuidos así: Caldas, La Estrella, Envigado y Sabaneta al sur, Barbosa, Girardota y Copacabana al norte. 
Los cuatro municipios más cercanos al principal eje urbano, Sabaneta y Envigado al sur, Copacabana   y Girardota al norte, experimentan actualmente el fenómeno de crecimiento urbano y de con-urbanización. Los ejes urbanos alternos poseen además la ventaja de territorios rurales significativos que son y pueden ser proyectados como almacenes de producción agraria importantes para el desarrollo del Área Metropolitana. El declive natural del Valle de Aburrá de sur a norte, crea un efecto de diferentes pisos térmicos – frío al sur en Caldas y cálido al norte en Barbosa -, dicho fenómeno geográfico crea a su vez una gran diversidad de productos agrarios.

## Geografía

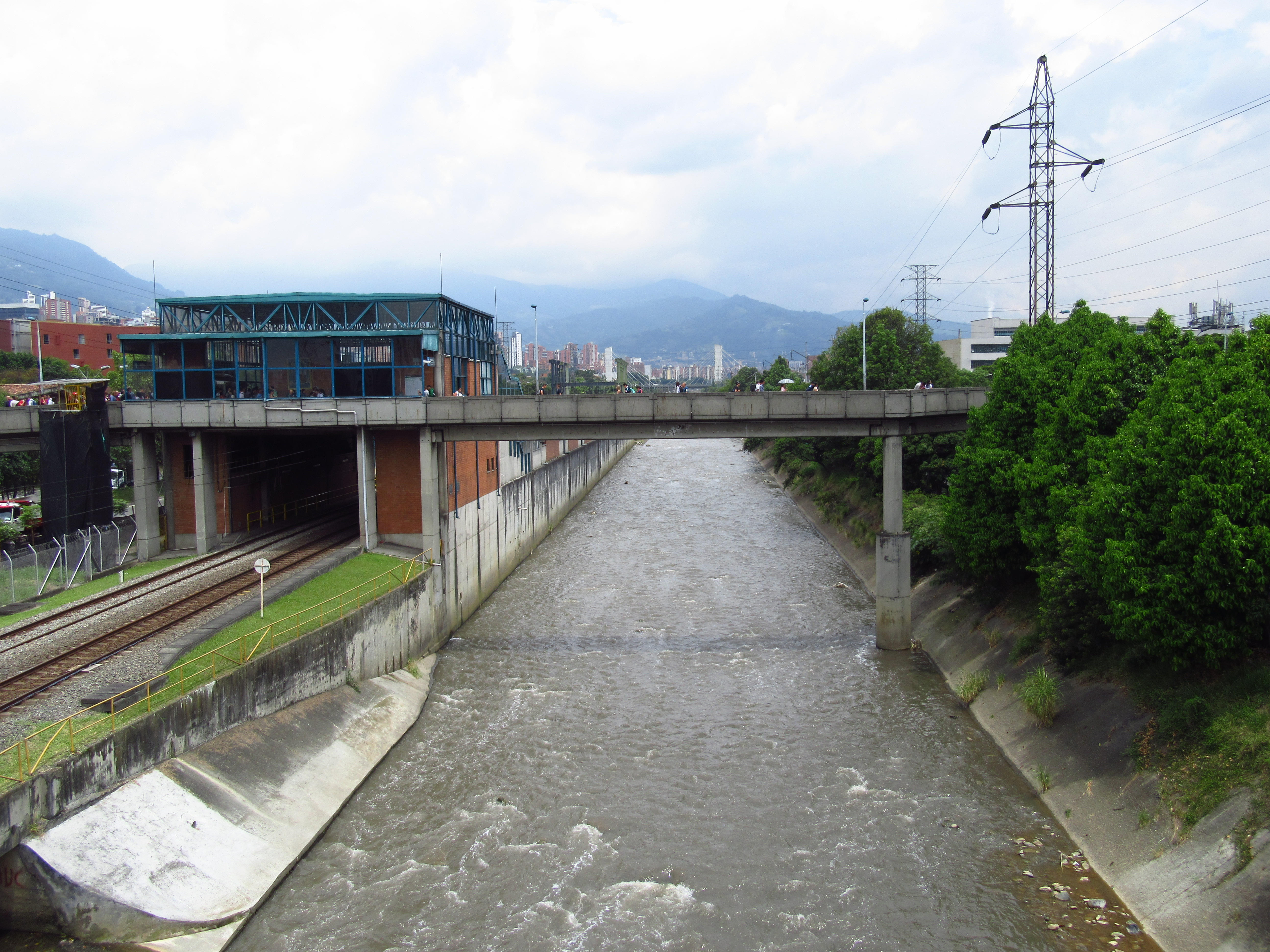
El río Medellín visto desde la estación Poblado.

El Área Metropolitana del Valle de Aburrá coincide enteramente con el Valle de Aburrá y sus zonas de influencia. Su clima es templado, con poca variación de las temperaturas a lo largo del año. El Área Metropolitana está atravesada en toda su extensión por el Río Medellín.

## Administración

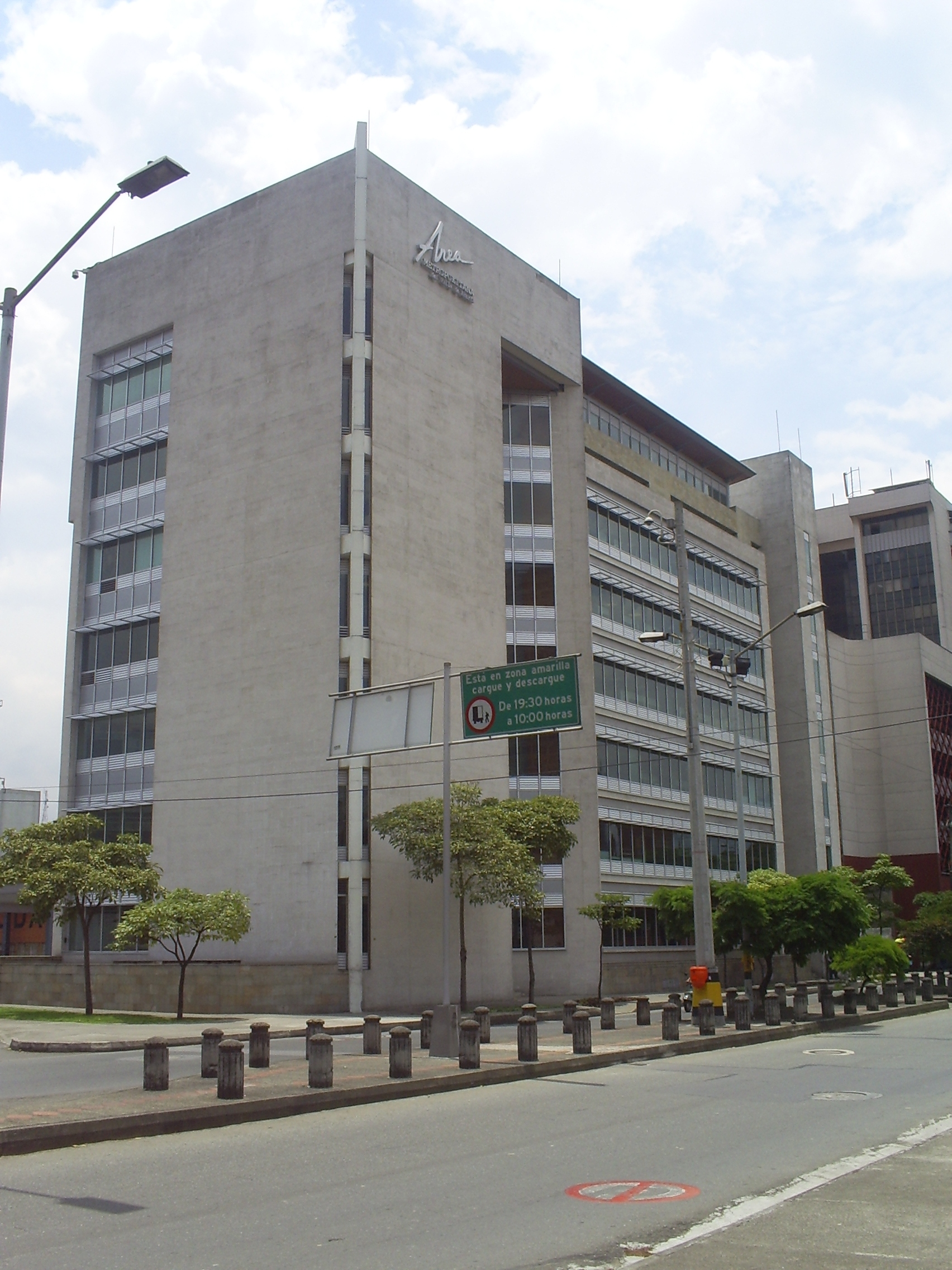
Edificio de la sede del Área Metropolitana.

La ciudad capital del Área Metropolitana del Valle de Aburra es la ciudad de Medellín y las oficinas administrativas del Área Metropolitana están ubicadas en el Centro Administrativo La Alpujarra. El alcalde del municipio núcleo presenta una terna ante la junta del Área Metropolitana según el artículo 26 del Acuerdo Metropolitano 01 de 1995. De esta terna se elige el director del Área Metropolitana. En el caso de que no se llegue a un acuerdo, el alcalde del municipio núcleo puede elegirlo por decreto. Ningún programa o proyecto que no sea aprobado por los diez municipios puede ser aplicado dentro del Área Metropolitana del Valle de Aburrá.

## Medios de transporte
El área metropolitana tiene una red de transporte terrestre que une a los diez municipios. Los dos aeropuertos que prestan servicios para el Área Metropolitana del Valle de Aburrá o de Medellín son el Aeropuerto Internacional José María Córdova, ubicado en el municipio de Rionegro, y el Aeropuerto Olaya Herrera en la ciudad de Medellín.
El Metro de Medellín, con 34 estaciones, es el principal medio de transporte masivo dentro del Área Metropolitana, y en su área de influencia directa recorre la ciudad de Medellín y los municipios de Bello, Envigado, Itagüí y Sabaneta. Los otros seis municipios del Área Metropolitana se conectan al sistema Metro por medio de rutas de autobuses que llegan a las estaciones La Estrella y Niquía.

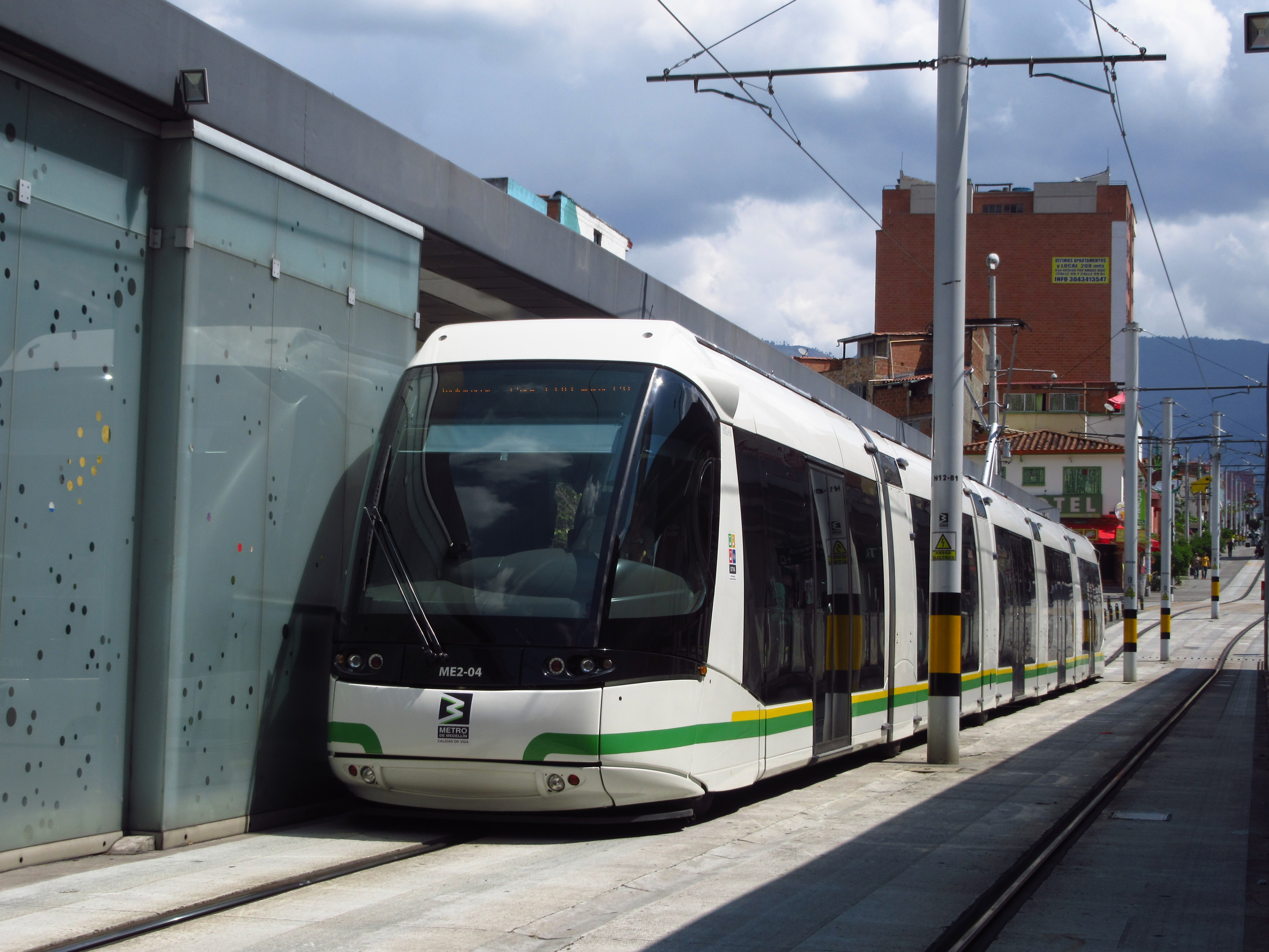
Tranvía de Ayacucho en la estación Bicentenario.

Otro de los medios de transporte es el Metroplús. Actualmente solo tiene dos líneas: una en Medellín que recorre la ciudad de nororiente a occidente a tarvés de la Avenida del Ferrocarril (MP1) y otra que recorre la Avenida Oriental (MP2). Se está llevando a cabo la construcción de la línea MP3 que conectará los municipios de Envigado e Itagüí con la línea A del metro.
Los sistemas metro, metrocable, Tranvía, metroplús y las ciclorrutas forman en conjunto el Sistema Integrado de Transporte del Valle de Aburrá.
Existe además una red de autobuses que parten de los centros de los diez municipios y se dirigen todos a las periferias norte y sur del centro de Medellín.

## SIATA - Sistema de Alerta Temprana de Medellín y el Valle de Aburrá
El Sistema de Alerta Temprana de Medellín y el Valle de Aburrá SIATA, es a la vez un proyecto de ciencia y tecnología y una estrategia para la gestión de riesgos del Área Metropolitana del Valle de Aburrá y la Alcaldía de Medellín, que cuenta con el apoyo y los aportes de EPM e ISAGEN. 
A partir de la investigación de fenómenos ambientales, el desarrollo propio de tecnología para el monitoreo de los mismos, el despliegue de esta información en tiempo real y la educación para fortalecer el conocimiento de estos temas por parte de la ciudadanía, el SIATA es el instrumento técnico para la comunidad y organismos gestores de riesgos del Valle de Aburrá, que aporta a la toma decisiones frente a la probabilidad de ocurrencia de precipitaciones extremas, inundaciones, movimientos en masa, episodios críticos de calidad del aire, entre otros.
SIATA entrega información en tiempo real en el geoportal siata.gov.co , en el sitio web y en el App disponible para iOS y Android. 
Así mismo lidera el proyecto Ciudadanos Científicos, un proyecto de la iniciativa denominada "Ciencia Ciudadana" para el monitoreo de la Calidad del Aire en el Valle de Aburrá.

## Municipios del Área Metropolitana
| Municipios                                              | Código DANE | Extensión km² | N.Habitantes (hab) | Densidad (hab/km²) | Altitud m s. n. m. | Distancia Centro de Medellín (km) | Mapa del Área Metropolitana |
| ------------------------------------------------------- | ----------- | ------------- | ------------------ | ------------------ | ------------------ | --------------------------------- | --------------------------- |
| Medellín                                                | 05001       | 380,64        | 2.533.424          | 6 376,4            | 1495               | N/A                               |                             |
| Bello                                                   | 05088       | 142,36        | 532.154            | 3 688,6            | 1450               | 10                                |                             |
| Itagüí                                                  | 05360       | 21,09         | 276.744            | 13 122,05          | 1550               | 11                                |                             |
| Envigado                                                | 05266       | 78,78         | 228.848            | 2 904,9            | 1675               | 10                                |                             |
| Caldas                                                  | 05129       | 135,00        | 81.275             | 589,9              | 1750               | 22                                |                             |
| Sabaneta                                                | 05631       | 15,00         | 79.638             | 5489,9             | 1551               | 14                                |                             |
| Copacabana                                              | 05212       | 70,00         | 74.884             | 1 112,6            | 1454               | 18                                |                             |
| La Estrella                                             | 05380       | 35,00         | 70.445             | 2 044,1            | 1775               | 16                                |                             |
| Girardota                                               | 05038       | 78,00         | 63.611             | 662,3              | 1425               | 23                                |                             |
| Barbosa                                                 | 05079       | 206,0         | 55.969             | 252,3              | 1300               | 42                                |                             |
| Total                                                   | —           | 1.156,18      | 3.996.992          | 3 347,3            | 13717              | —                                 |                             |
| Estimación de población para 2022 realizado por el DANE |             |               |                    |                    |                    |                                   |                             |